# Samtalsterapi
Samtalsterapi är ett samlingsnamn för olika verksamheter där man använder samtal för att ge råd eller behandla psykiska problem.
Man bör skilja mellan psykoterapi och andra former av samtalsverksamheter. Psykoterapi utövas av legitimerade psykoterapeuter. Psykoterapi bygger på vetenskap och beprövad erfarenhet. Legitimerade psykoterapeuter arbetar under yrkesansvar vilket garanterar patientsäkerheten.
Andra former av samtalsterapi utövas bland annat av personer som kallar sig diplomerade, certifierade, auktoriserade eller ackrediterade terapeuter. Dessa verksamheter står inte under Socialstyrelsens tillsyn och någon patientsäkerhet finns därmed egentligen inte. Behandlingens kvalitet kan variera kraftigt.